# 安定成長期

日本の実質GDP成長率の推移

安定成長期（あんていせいちょうき）または、安定経済成長期（あんていけいざいせいちょうき）とは、日本の1973年（昭和48年）12月から1991年（平成3年）5月まで17年6ヶ月間続いた安定成長（中成長）の時期である。第1次オイルショック後の、1974年度から1990年度の実質経済成長率は平均で4.2%であった。一部文献では、1986年12月以降のバブル景気の期間（バブル経済期）を安定成長期から除外しているものもあるため、時代区分としては確定していない。

## 経緯
1980年代前半は、円安ドル高の影響もあり、自動車や電機製品などのハイテク産業を中心に輸出が増加した。しかし、この輸出増加によって、アメリカなどと貿易摩擦が発生し、貿易摩擦の解消のためのプラザ合意が行われた。このことにより円高不況が到来し、日本銀行は低金利政策を実施し円高不況対策を図ったが、あまりの金融緩和で地価・株価が高騰し始め、バブル景気が発生した。
その後、資産価格急上昇によるひずみや、後述のように政府による金融引き締め策により地価・株価は暴落したため、この策は失敗となった。このため1991年にバブルが崩壊した。

## 展開

### オイルショック（石油ショック、石油危機）
オイルショックで激しいインフレーションが発生し、1974年度の経済成長率は戦後初のマイナス成長となり、その後はスタグフレーションに陥った。しかし、日本は省エネルギーや経営の合理化を進めた結果、先進国でも早い段階でオイルショックからの脱却を図ることに成功した。

### 産業構造の変化
オイルショックにより鉄鋼や造船、石油などの重厚産業は低迷しこれらの産業では構造不況と呼ばれる不況が到来した。重厚産業が低迷する中でエネルギーをあまり消費せず付加価値の高い自動車や電気製品、半導体などが発達した。またサービス化やソフト化が進行し情報処理産業やレジャー産業など第三次産業が発達した。

### 輸出増大
アメリカのレーガノミクス（高金利政策）によるドル高･円安の進行や日本製品の高品質さを背景に日本はハイテク産業を中心として欧米への自動車や電気製品、半導体などの輸出を伸ばし日本の貿易黒字は増大した。しかし、あまりの輸出増大により欧米との貿易摩擦が発生し国際問題にまで発展した。特にアメリカとは何度も貿易摩擦が問題となった。

### プラザ合意
プラザ合意で急速に円高が進行し円高不況が到来した。ただ依然として日本の大幅な貿易黒字は続き貿易摩擦は解決できずアメリカなどからは日本市場の開放や輸出規制の緩和の要求が強まった。

### バブル景気（バブル経済期）
円高不況を乗り切るため日本銀行は公定歩合2.5%に引き下げ大幅な金融緩和を行ったことで資金調達が容易となり過剰な流動性が発生した。それにより日本では多額の資金が株や不動産に流れ大幅な地価・株価の高騰が発生した。また円高を背景に日本企業による国外企業や不動産などの買収も進んだ。

### バブル対策の失敗
しかし、大蔵省はこの対策として、総量規制や金融引き締め策を実行し、土地関連融資の規制や公定歩合の相次ぐ引き上げを実施した。ところがこれが裏目に出てしまい、結果的に対策は失敗に終わり、地価や株価は暴落しバブル経済が崩壊した。これにより安定成長期は終焉した。